# Ahmed Ben Salah
Pour les articles homonymes, voir Ben Salah.
Ne doit pas être confondu avec Ahmed Gaïd Salah.
Ahmed Ben Salah (arabe : أحمد بن صالح), né le 13 janvier 1926 à Moknine et mort le 16 septembre 2020 à Tunis, est un homme politique et syndicaliste tunisien.

## Biographie

### Jeunesse
Né dans la ville sahélienne de Moknine, il poursuit des études secondaires au prestigieux Collège Sadiki de Tunis puis en France dans les années 1940. Il se lance, une fois ses études terminées, dans l'action syndicale, en adhérant à l'Union générale tunisienne du travail (UGTT) en 1948, et dans l'action politique en présidant la jeunesse scolaire destourienne puis, en 1947, en assurant la liaison entre le parti nationaliste, le Néo-Destour, son leader Habib Bourguiba alors en exil au Caire et Moncef Bey en résidence surveillée à Pau.
L'UGTT, après avoir été membre de la Fédération syndicale mondiale, choisit d'adhérer en 1951 à la Confédération internationale des syndicats libres (CISL) car celle-ci constitue une instance permettant aux nationalistes tunisiens de présenter leurs revendications à l'opinion internationale,.

### Direction de l'UGTT

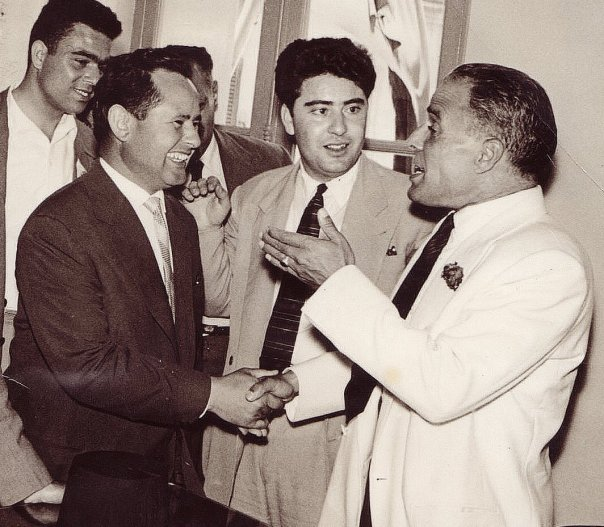
Ahmed Ben Salah (au centre), secrétaire général de l'UGTT, et Bourguiba (à droite).

L'audience internationale ainsi acquise par Ben Salah lui permet d'être élu secrétaire général de l'UGTT peu après l'assassinat de Farhat Hached le 5 décembre 1952, avant le discours de Carthage (31 juillet 1954) dans lequel Pierre Mendès France reconnaît à la Tunisie le droit à l'autonomie interne.
Ben Salah n'hésite pas au cours de l'année 1956 à accuser le gouvernement de Tahar Ben Ammar, auquel le Néo-Destour participe, de servir les « intérêts de la grande bourgeoisie ». Au nom de l'impératif unitaire, Habib Bourguiba, qui est élu président de l'assemblée constituante le 8 avril, répond que les revendications égalitaires ne doivent pas se transformer en pression des démunis sur les possédants.
La forte personnalité de Ben Salah faisant craindre au Néo-Destour que l'UGTT n'échappe à son contrôle ou même qu'elle ne suscite la création d'un parti travailliste, un courant néo-destourien se forme rapidement au sein de l'UGTT pour obtenir l'éviction de Ben Salah. Au congrès du mois de septembre 1956, ce courant animé par Habib Achour pénètre la commission administrative et, sous son influence, certaines unions régionales refusent de s'affilier à l'UGTT et se groupent en une union rivale, l'Union tunisienne du travail. Le Néo-Destour, s'appuyant sur les syndicats patronaux et paysans, contraint Ben Salah à se démettre en décembre 1956. Il est alors remplacé par Ahmed Tlili.

### Poids lourd du gouvernement
Écarté de l'UGTT, Ben Salah est nommé ministre (avec le titre de secrétaire d'État) de la Santé et des Affaires sociales. Constatant en 1960 la chute des investissements et la fuite des capitaux et percevant le déclin de l'enthousiasme populaire né avec l'indépendance, Bourguiba, après avoir changé trois fois de ministre de l'Économie en quatre ans, déclare opter pour la planification puis pour le socialisme. Il charge alors Ben Salah du ministère du Plan et des Finances en 1961.
Entré par cooptation au bureau politique du Néo-Destour, ce dernier reprend l'essentiel de son rapport économique du VIe congrès de l'UGTT (1956) et prépare un plan, les Perspectives décennales (1962-1971), puis un plan triennal ayant pour but de mettre en place les nouvelles structures. Les Perspectives décennales, dont le préambule affirme que la Tunisie opte résolument pour le socialisme, visent à « décoloniser l'économie nationale » par l'intégration du secteur colonial et la « tunisification » des enclaves demeurées étrangères.

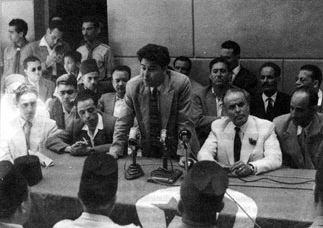
Ben Salah en compagnie de Bourguiba dans un meeting en 1963.

Entendant assurer un auto-développement du pays, le plan assigne l'aide extérieure en dessous de 50 % des investissements nets. La politique de Ben Salah entraîne un développement de son administration qui absorbe le secrétariat d'État aux finances dès 1961, celui de l'éducation nationale en 1967 et empiète considérablement sur les compétences de celui de l'agriculture.
C'est dans ce dernier domaine que Ben Salah apporte les plus grands changements, en particulier par la décision prise en 1962 de créer des coopératives de production, rassemblant autour des terres des colons un certain nombre de paysans choisis comme coopérateurs.
Toutefois, la mécanisation intensive de l'ensemble ainsi constitué aggrave la situation des paysans pauvres ou sans terres, tandis que la lourde gestion bureaucratique des coopératives provoque un mécontentement chez les coopérateurs eux-mêmes (retards dans le paiement des salaires). Le mécontentement grandit (affaire de M'saken en décembre 1964) et s'étend à d'autres couches de la population à mesure que le projet se développe.
En 1968, ce dernier intègre l'ensemble du secteur commercial et, à partir de janvier 1969 (marqué par l'affaire d'Ouerdanine au cours de laquelle de violents affrontements entre les forces de l'ordre et les manifestants se soldent par une dizaine de morts parmi ces derniers), doit s'appliquer à l'ensemble de l'agriculture tunisienne. Les commerçants et les gros et moyens agriculteurs ainsi menacés unissent leurs forces contre Ben Salah qui a perdu l'appui des paysans pauvres.

### Chute, exil et retour
Le système des coopératives a échoué. La chute de Ben Salah est donc rapide : démis de ses fonctions ministérielles en septembre 1969, il est exclu du Parti socialiste destourien et déchu de son mandat de député. Accusé d'avoir abusé de la confiance du président et d'avoir pris avantage dans les deux dernières années du mauvais état de santé de ce dernier, il est traduit devant la Haute Cour et condamné le 25 mai 1970 à dix ans de travaux forcés.
Il parvient à s'évader de sa prison de Tunis le 4 février 1973 et passe en territoire algérien où il obtient le statut de réfugié politique. Toutefois, son activité politique se poursuit en exil : il fonde le Mouvement de l'unité populaire. En mai 1988, un an après l'éviction du président Bourguiba, le président Zine el-Abidine Ben Ali le gracie ; il peut alors revenir en Tunisie après quinze ans d'exil. Une demande de légalisation de son parti est déposée le 21 août 1989 mais n'obtient pas de réponse. Ben Salah est contraint de quitter à nouveau le pays en septembre 1990, avant de rentrer définitivement en septembre 2000. Le 12 février 2011, à la suite de la révolution tunisienne, une nouvelle demande est déposée, le parti dont il occupe le poste de secrétaire général obtenant le 8 mars le visa l'autorisant à exercer ses activités ; il en devient président le 13 mai 2012.
Il meurt le 16 septembre 2020 à l'hôpital militaire de Tunis,,.

## Distinction
En 1965, il est décoré des insignes du grand cordon de l'Ordre tunisien de l'Indépendance. En janvier 2013, il reçoit la médaille d'honneur du président de la République algérienne en reconnaissance de sa contribution et son soutien en faveur de la guerre de libération du peuple algérien.

## Publications
- (ar) Témoignage d'Ahmed Ben Salah sur son parcours national et international, Zaghouan, Fondation Temimi pour la recherche scientifique et l'information, 2002, 176 p.
- Pour rétablir la vérité : réformes et développement en Tunisie, 1961-1969, Tunis, Cérès, 2008, 250 p. (ISBN 978-9973-19-726-9).